# Reseda suffruticosa
Reseda suffruticosa es una planta de la familia de las resedáceas.

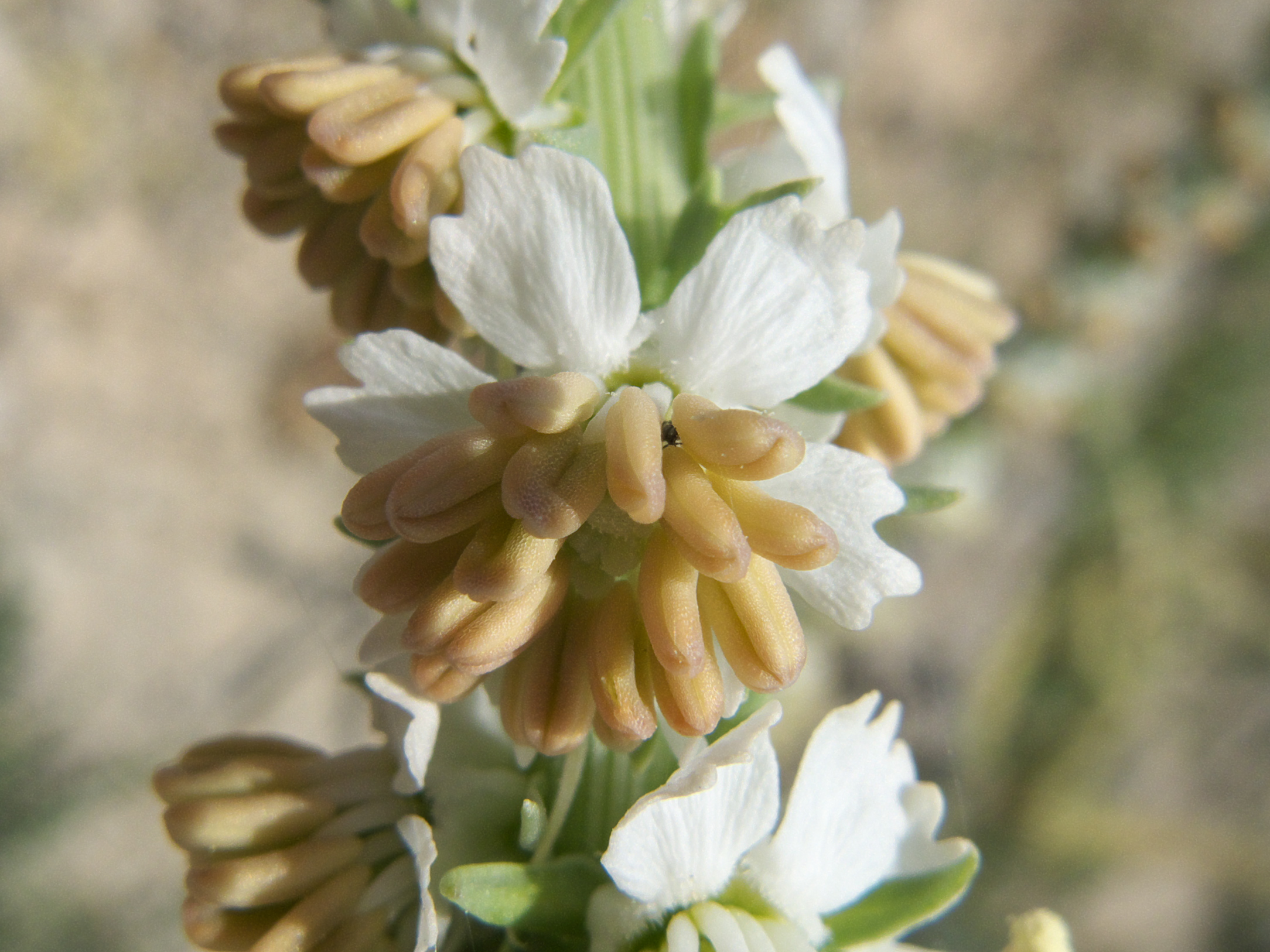
Inflorescencia

## Descripción
Es una planta anual o perennifolia. Alcanza un tamaño de hasta 30-200 cm de altura, erecta, ramificado en la parte superior, papilosa. Las hojas basales de 10-30 × 1,5-6 cm, en roseta, pinnatisectas, con los segmentos de pinnatífidos a pinnatipartidos, densamente papilosos y canescentes, pecíolo en su parte inferior pectinado y resinoso; las medias y superiores, alternas, similares o pinnatisectas, gradualmente menores. La inflorescencia racemosa, densa, de 1-1,7 cm de ancho; brácteas 3-4 mm, lineares, papilosas, ± caducas en la fructificación; pedicelos florales muy cortos, o inexistentes, los fructíferos de 0,5-1,5 × 1 mm, gruesos. Sépalos 6(7), de 3-5 × 0,5-1, persistentes. Pétalos 6(7), muy unguiculados, con el limbo obovado, levemente trilobado y uña cocleariforme, blanquecinos; los superiores, de 5-7 × 3-4 mm, uña de longitud c. 1/2 de la del pétalo, de margen papiloso, separada del limbo por una membrana transversal, papilosa; los laterales e inferiores, similares, con la uña de longitud menor que 1/4 de la del pétalo. Estambres (15)18(20), iguales o apenas más largos que los pétalos; filamentos persistentes, glabros; anteras 1-2,5 mm, elipsoidales, amarillas. El fruto en cápsula de 10-15 × 6-8 mm, erecta, estipitada, obovada, tetrágono-piriforme, truncada y con 4 dientes en el ápice, muy papilosa. Semillas 0,95-0,97 mm, reniformes, negruzcas; testa con papilas cónicocapitadas, dispuestas espaciadamente.

## Distribución y hábitat
Se encuentra en las laderas, taludes y matorrales abiertos, en suelos yesosos de zonas áridas; 500-700(900) m., en la depresión del Tajo, y muy rara en la Hoya de Baza (Galera). España. 

## Taxonomía
Reseda suffruticosa fue descrita por Pehr Löfling y publicado en Iter Hispan. ed. Germ.: 113 1766.
Citología
Número de cromosomas de Reseda suffruticosa (Fam. Resedaceae) y táxones infraespecíficos: 
n=10; 2n=20
Sinonimia
- Reseda bipinnata Willd.
- Reseda fruticulosa var. suffruticosa (Loefl. ex Koelp.) Abdallah & De Wit[5]

## Nombre común
- Castellano: enturio, gualdón, hopo de zorra, reseda mayor, sesamoide mayor.[5]